# NGC 1264
NGC 1264 је спирална галаксија у сазвежђу Персеј која се налази на NGC листи објеката дубоког неба.
Деклинација објекта је + 41° 31' 13" а ректасцензија 3h 17m 59,5s. Привидна величина (магнитуда) објекта NGC 1264 износи 14,3 а фотографска магнитуда 15,1. NGC 1264 је још познат и под ознакама UGC 2643, MCG 7-7-50, PGC 12270.